# Golfo de Tadjoura
El golfo de Tadjoura, o de Tadjourah, Tadjurah o Tadjura (en árabe: خليج تاجورة‎), es un pequeño golfo o entrante del golfo de Adén (océano Índico), localizado en el Cuerno de África, cuyas aguas y orillas pertenecen en su mayor parte a Yibuti, además de un breve tramo de la orilla sur que forma parte de Somalia. 
Los puertos principales que abren al golfo, todos en Yibuti, son Tadjoura (que le da nombre, con 22 193 hab. en 2003), Obock (8300 hab. en 2003) y la propia ciudad de Yibuti (475 332 hab. en 2009). 
En la entrada del golfo está la Isla Moucha y las Islas Maskali. Al fondo del golfo, apenas separados por una estrecha lengua de tierra, están los lagos Ghoubet y Assal (54 km²). Geológicamente, el golfo abarcaba antiguamente hasta el lago Assal, que ahora se encuentra unos 180 metros bajo el nivel del mar. 
Muy cerca de la orilla norte, está el Parque Nacional Day Forest, de apenas 15 km², declarado en 1939 para proteger un área de bosque en una región semidesértica que tiene como principales especies el Juniperus procera, el Olea africana, el Buxus hildebrantii y la Tarchonanthus camphoratus.
- Datos: Q772806
- Multimedia: Gulf of Tadjoura / Q772806